# Adolf Frederik VI van Mecklenburg-Strelitz
Adolf Frederik George Ernst Albert Eduard (Neustrelitz, 17 juni 1882 – aldaar, 23 februari 1918) was van 1914 tot 1918 groothertog van Mecklenburg-Strelitz.

## Jeugd
Hij was de oudste zoon van groothertog Adolf Frederik V en Elisabeth van Anhalt-Dessau, dochter van Frederik I van Anhalt. Samen met zijn verwant Frederik Frans, de latere groothertog Frederik Frans IV van Mecklenburg-Schwerin, bezocht hij het gymnasium te Dresden. Vervolgens studeerde hij rechten in München en diende hij in het leger.

## Groothertog
Adolf Frederik verkreeg na de dood van zijn vader op 11 juni 1914 de groothertogelijke waardigheid. Toen enige maanden later de Eerste Wereldoorlog uitbrak, mobiliseerde hij zijn troepen en streed als bevelhebber aan het front in Frankrijk. Keizer Wilhelm II beloonde hem hiervoor met het IJzeren Kruis der beide klassen en de rang van majoor-generaal. In de binnenlandse politiek trachtte hij de liberale richting van zijn vader voort te zetten, maar hij werd hierbij eveneens tegengewerkt door de ridderstand en de regering.
Op het portret hiernaast poseert hij als Generaal met het Pruisische IJzeren Kruis Ie Klasse en zijn eigen Kruis voor Verdienste in de Oorlog.

## Zelfmoord en opvolging

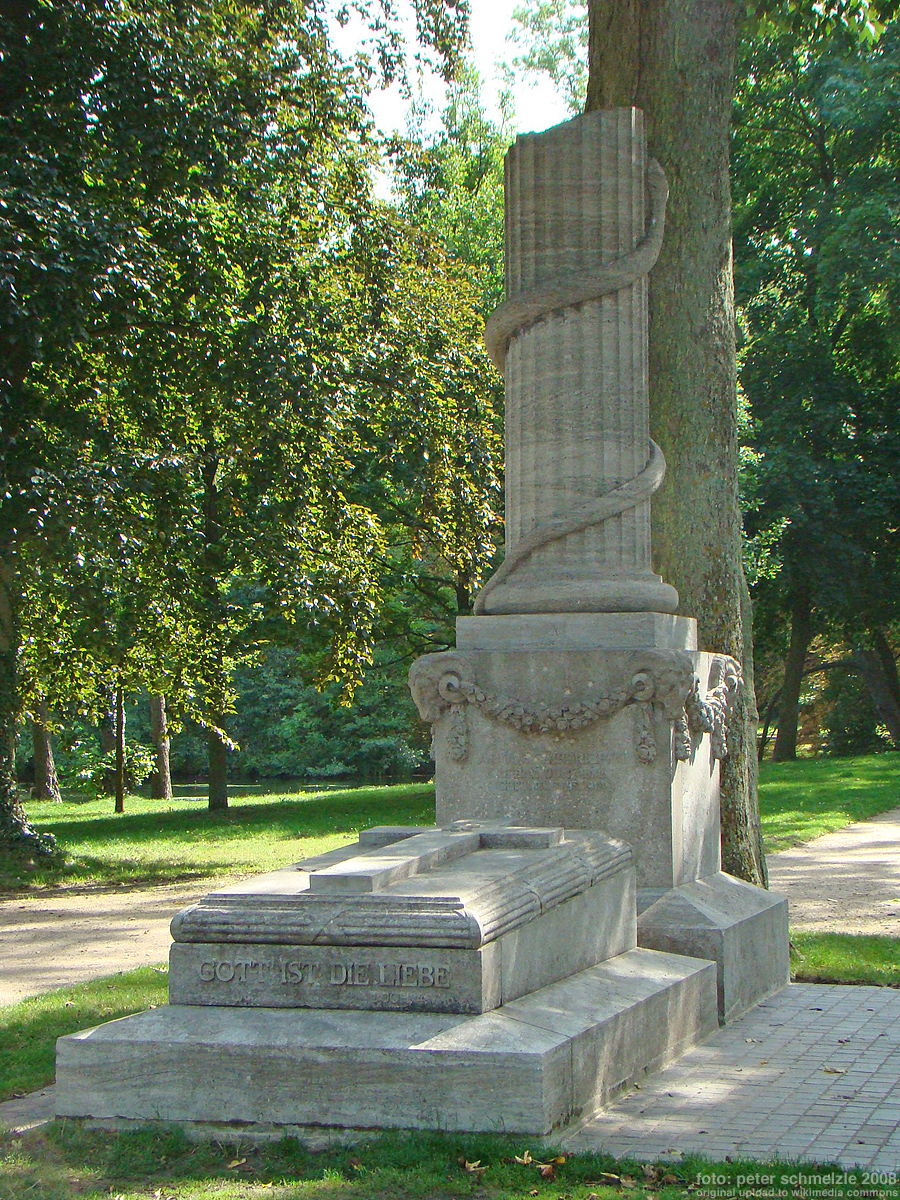
Graf van Adolf Frederik op het Liebesinsel in het Mirowermeer

Adolf Frederik VI pleegde in de avond van 23 februari 1918 in een bos bij Neustrelitz zelfmoord. Zijn beweegredenen hiervoor zijn niet bekend. Mogelijk speelden de affaire rond de Britse prinses Daisy van Pless en het feit dat hij een niet-adellijke actrice wenste te huwen een rol. Hij werd op 3 maart naar eigen wens begraven op de Liebesinsel te Mirow en niet in de groothertogelijke crypte aldaar.
De ongelukkige groothertog had in een nagelaten brief te kennen gegeven zijn lievelingsneef en petekind Christiaan Lodewijk (1912-1996; zoon van Frederik Frans IV) als zijn opvolger te wensen. Volgens de erfopvolging kwam de troon echter toe aan zijn verwant Karel Michael (1863-1934), die was geboren en getogen in Rusland en in het Russische leger diende. Deze had echter al eerder blijk gegeven van de intentie van zijn aanspraak op de troon te willen afzien. Bovendien kon in deze oorlogstijd van een Russisch militair op een Duitse troon geen sprake zijn. In afwachting van Karel Michaels officiële afstand van zijn aanspraak op de troon werd Frederik Frans IV als regent aangesteld. De Novemberrevolutie leidde echter al enkele maanden later tot het einde van de monarchie.